# Tobías Leiva
Tobías Manuel Leiva (Ingeniero Budge, 9 febbraio 2004) è un calciatore argentino, centrocampista dell'Aldosivi in prestito dal River Plate.

## Carriera
È cresciuto nel settore giovanile del River Plate, con cui ha firmato il primo contratto professionistico il 9 febbraio 2024. Nel gennaio del 2025 è stato ceduto in prestito all'Aldosivi ed il 27 gennaio ha esordito a livello professionistico nell'incontro di Primera División perso 1-0 contro il Central Córdoba (SdE).

## Statistiche

### Presenze e reti nei club
Statistiche aggiornate al 1º giugno 2025.
| Stagione        | Squadra         | Campionato      | Campionato | Campionato | Coppe nazionali | Coppe nazionali | Coppe nazionali | Coppe continentali | Coppe continentali | Coppe continentali | Altre coppe | Altre coppe | Altre coppe | Totale | Totale | Totale |
| Stagione        | Squadra         | Comp            | Pres       | Reti       | Comp            | Pres            | Reti            | Comp               | Pres               | Reti               | Comp        | Pres        | Reti        | Pres   | Reti   |        |
| --------------- | --------------- | --------------- | ---------- | ---------- | --------------- | --------------- | --------------- | ------------------ | ------------------ | ------------------ | ----------- | ----------- | ----------- | ------ | ------ | ------ |
| 2025            | Aldosivi        | PD              | 16         | 2          | CA              | 2               | 0               | -                  | -                  | -                  | -           | -           | -           | 18     | 2      |        |
| Totale carriera | Totale carriera | Totale carriera | 16         | 2          |                 | 2               | 0               |                    | -                  | -                  |             | -           | -           | 18     | 2      |        |